# 霍廷冰川
65°8′S 63°52′W / 65.133°S 63.867°W

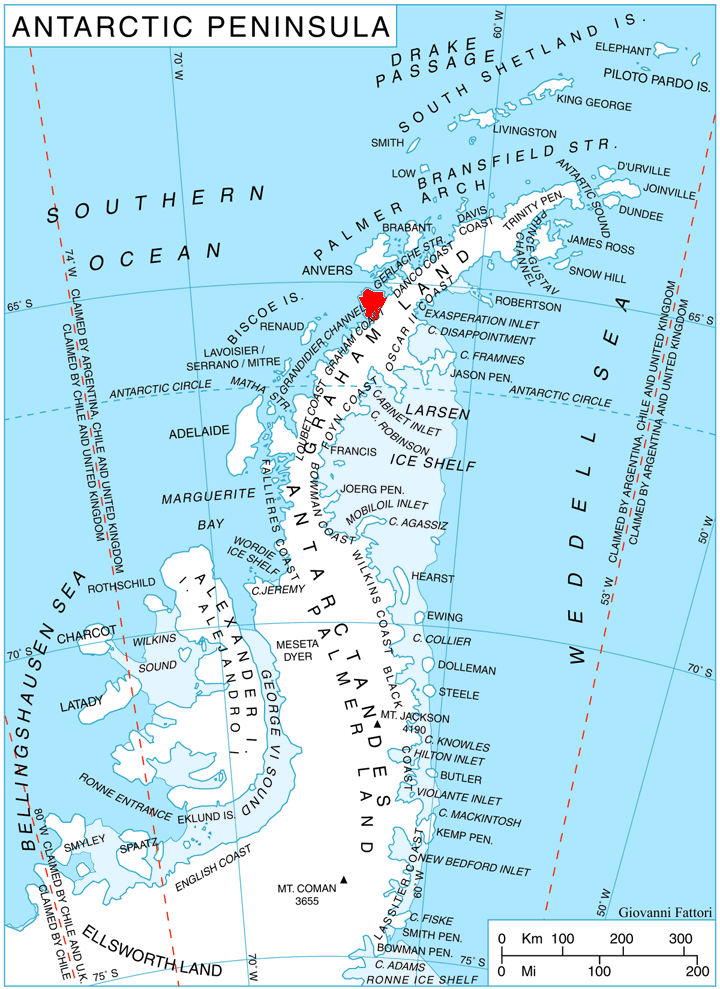

霍廷冰川是南極洲的冰川，位於葛拉漢地西岸，全長19公里，該冰川在克洛斯山分岔，分別注入德隆克勒灣和吉拉德灣，由比利時的探險隊繪入地圖。

## 外部連結
- SCAR Composite Gazetteer of Antarctica（页面存档备份，存于）.